# Соболєв Фелікс Михайлович
Фелікс Михайлович Соболєв — український радянський кінорежисер-документаліст, один з творців і лідер «київської школи наукового кіно». Заслужений діяч мистецтв УРСР (1970). Лауреат Премії ім. М. В. Ломоносова АН СРСР (1968) і Державної премії СРСР (1972).

## Життєпис
Народився 25 липня 1931 року в Харкові в родині службовця.
Закінчив акторський (1953) та режисерський (1959) факультети Київського державного інституту театрального мистецтва імені Івана Карпенка-Карого.
З 1959 року працював режисером на Київській кіностудії науково-популярних фільмів.
З 1973 р. — художній керівник майстерні наукового кіно Київського державного інституту театрального мистецтва ім. Карпенко-Карого, серед випускників якої — документаліст, пізніше продюсер Олександр Роднянський.
Був членом Спілки кінематографістів УРСР.
Помер 20 квітня 1984 року в Києві. Похований у Міському кладовищі «Берківці».

## Фільмографія
- «На ланах семирічки» (1960)
- «Моє зречення» (1961)
- «Нашому тренеру» (1962)
- «Загадковий 102-й» (1964)
- «Задачу вирішить кібернетика» (1963, режисер-мультиплікатор - Іван Барчук)
- «Мова тварин» (1967, Ломоносівська премія І ступеня, 1968; Приз Всесоюзного кінофестивалю «Золотий кінокадр»; Призи фестивалю в Ірані — «Золота статуетка» та «Золотий дельфін»; Приз фестивалю в Камбоджі — «Срібний кубок»; Приз XII Міжнародного кінофестивалю в Лейпцизі «Золотий голуб»; Золота медаль фестивалю в Будапешті; Почесні дипломи МАНК і фестивалю в Белграді)
- «Сім кроків за обрій» (1968)
- «Чи думають тварини» (1969, Почесний диплом МАНК)
- «Я та інші» (1971)
- «Етюди про моральність» (1973)
- «Інститут надій» (1974)
- «Біосфера! Час усвідомлення» (1974)
- «Подвиг» (1975)
- «Біля витоків людства» (1976, за сценар. Е. Дубровського)
- «Дерзайте, ви — талановиті» (1978, за сценар. Е. Дубровського)
- «Коли зникають бар'єри» (1980)
- «Київська симфонія» (1982)
- «На прицілі ваш мозок» (1985, фільм завершував Віктор Олендер).

## Вшанування

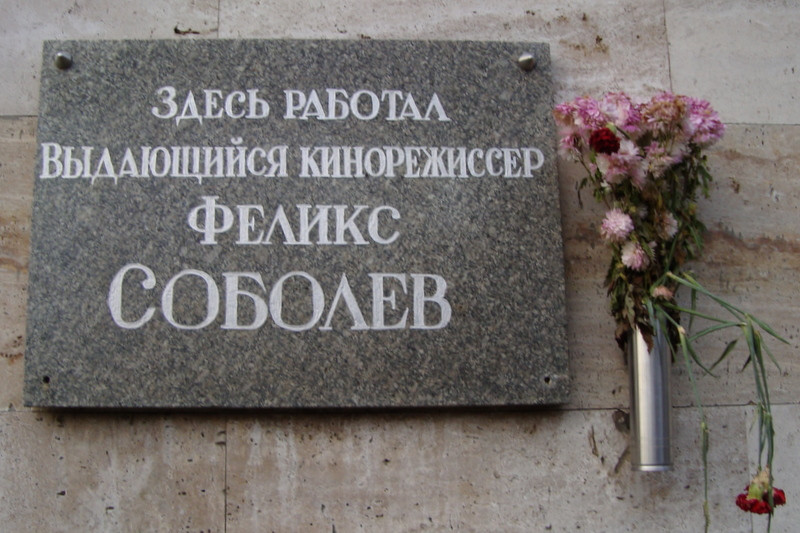
Меморіальна дошка Феліксу Соболєву в Києві

Меморіальна дошка Феліксу Соболєву в Києві (вул. Червоноткацька, 19

- На вулиці Франка на будинку № 17 Ф. Соболеву відкрито меморіальну дошку (скульптор Є. Куликов, архітектор О. Штейнберг, 1990 р.)
- Створено благодійний фонд «Київнаукфільму» ім. Ф.Соболєва.
- Його ім'ям названо астероїд 5940 Феліксоболєв, відкритий 8 жовтня 1981 року[1].
- Йому присвячено фільм Віктора Олендера «Фелікс Соболєв. Увірвана місія» (1997).
- Йому присвячено один з фільмів циклу «Рідні люди» (2012, реж. Юлія Руденко, автор Олександр Тарасенко). Про Фелікса Соболєва розказує його товариш по «Київнаукфільму», режисер Роман Ширман.
- 17 листопада 2016 року в Києві було відкрито меморіальну дошку. На будинку за адресою вул. Червоноткацька, 19 є пам'ятний знак, який свідчить: тут упродовж 1964—1981 років жив і працював один із геніїв українського і світового кіно Фелікс Соболєв (1931—1984)[2].